# Сендимир
Сенди́мир (чув. Сентимĕр) — деревня в Моргаушском районе Чувашской Республики. Входит в состав Орининского сельского поселения.

## География
Находится в северо-западной части Чувашии, на расстоянии приблизительно 3 км на восток-северо-восток по прямой от районного центра села Моргауши вблизи республиканской авто¬дороги.

## История
Известна с 1795 года как выселок деревни Большая Аринина (ныне Семенькасы) с 13 дворами. В 1858 году здесь (уже околоток села Архангельское или Малое Аринино, ныне Оринино) было учтено 24 двора и 96 жителей, в 1906 — 27 дворов и 137 жителей, 1926 — 30 дворов и 135 жителей, в 1939—131 житель, в 1979—300. В 1963 в состав деревни вошли деревни Корлуй и Чиржи. В 2002 году было 80 дворов, в 2010 — 70 домохозяйств. В 1932 году был образован колхоз «Красное знамя», в 2010 действовал СПК «Оринино».

## Население
Постоянное население составляло 197 человек (чуваши 99 %) в 2002 году, 223 в 2010.